# La Fortuna, Costa Rica
La Fortuna är en ort i Costa Rica.   Den ligger i provinsen Alajuela, i den nordvästra delen av landet, 90 km nordväst om huvudstaden San José. La Fortuna ligger 256 meter över havet och antalet invånare är 3 010.
Terrängen runt La Fortuna är varierad. Runt La Fortuna är det ganska tätbefolkat, med 67 invånare per kvadratkilometer. La Fortuna är det största samhället i trakten. Omgivningarna runt La Fortuna är en mosaik av jordbruksmark och naturlig växtlighet.